# 弘前バイパス
弘前バイパス（ひろさきバイパス）は、青森県弘前市大字堀越を起点に、南津軽郡藤崎町大字藤崎の平川橋に至る国道7号のバイパス道路である。

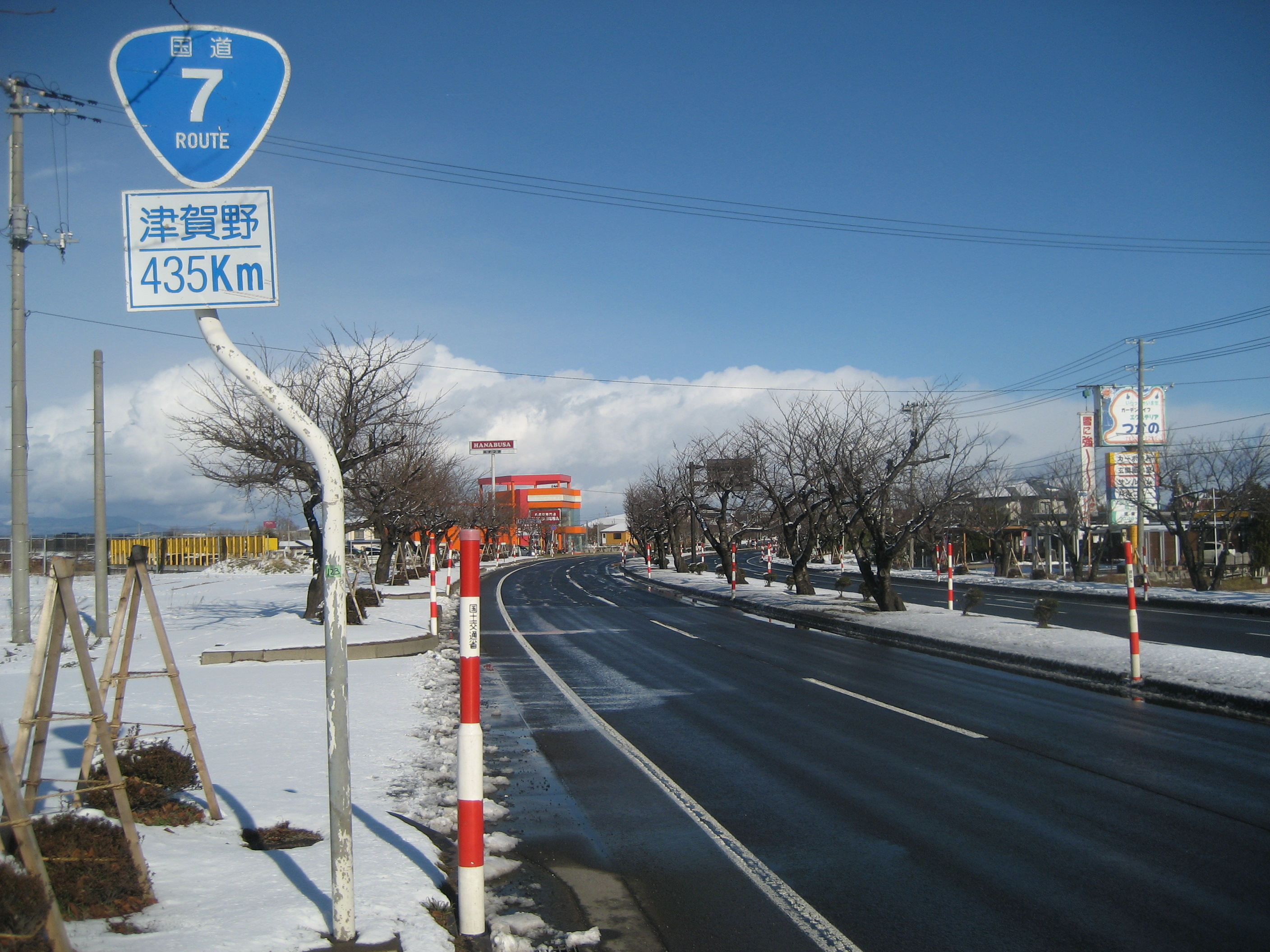
弘前市津賀野付近

## 概要
起点で石川バイパスと、終点で常盤バイパスと接続する。また、弘前市高田で国道102号黒石バイパスに接続し、黒石市・十和田湖方面にアクセスする。
全線4車線である。また、一部の主要道路とは立体交差されている。
弘前市津賀野から堅田の区間の沿道には、ソメイヨシノ366本が植えられ、弘前さくら祭期間（開花状況で変動あり）中は、夜間には桜のライトアップが行われる。読売新聞社選定の「新・日本街路樹100景」（1994年）のひとつに選定されている。

### 路線データ
- 延長：10.16 km
- 起点：青森県弘前市大字堀越字川合
- 終点：青森県南津軽郡藤崎町大字藤崎
- 道路規格 : 第3種第1級
- 設計速度 : 80 km/h
- 道路幅員 : 23.5 m
- 車線幅員 : 3.5 m
- 車線数 : 4車線

## 歴史
- 1969年度（昭和44年度） - 事業化[2][3]。
- 1970年度（昭和45年度） - 都市計画決定・用地着手[2]。
- 1971年度（昭和46年度） - 工事着手[2]。
- 1972年（昭和47年）11月18日 - 弘前市百田 - 弘前市撫牛子間暫定2車線で開通[4]。
- 1977年（昭和52年）9月19日 - 弘前市境関 - 弘前市堀越城跡間暫定2車線で開通[5]。弘前バイパス全線開通[2][3]。
- 1981年度（昭和56年度） - 4車線化事業着手[2][3]。
- 1983年（昭和58年）12月 - 平川橋付近延長0.5 kmが4車線化[3]。
- 1985年（昭和60年）12月 - 延長0.4 kmが4車線化[3]。
- 1988年（昭和63年）3月 - 延長0.6 kmが4車線化[3]。
- 1988年（昭和63年）7月 - 高田高架橋の下り2車線が完成し、暫定供用開始[6]。
- 1989年（平成元年）8月1日 - 高田高架橋が全面完成し、全面開通。延長1.04 kmが4車線化[6][7]。
- 1990年（平成2年）12月 - 神田高架橋部延長1.15 kmが4車線化[7]。
- 1991年（平成3年）12月 - 境関工区延長1.00 kmが4車線化[7]。
- 1994年（平成6年）11月 - 堅田工区延長0.57 kmが4車線化[7]。
- 1995年（平成7年）8月 - 桜並木工区延長1.00 kmが4車線化[7]。
- 1996年（平成8年）7月 - 堅田工区延長0.40 kmが4車線化[7]。
- 2000年（平成12年）3月 - 藤崎工区延長0.20 kmが4車線化[7]。
- 2004年（平成16年）11月18日 - 藤崎工区藤崎跨線橋付近延長0.74 kmが4車線化[7]。合わせて、県道黒石藤崎線バイパスが開通[8]。
- 2007年（平成19年）3月31日 - 門外工区弘前オフィスアルカディア交差点 - 高田高架橋間延長1.3 kmが4車線化[7][9]。
- 2011年（平成23年）4月26日 - 弘前市大字堀越字川合 - 同市大字門外間延長1.3 kmが4車線化。弘前バイパス全線4車線化[2][7][10]。

## 路線状況

### 橋梁
- 堀越橋（大和沢川）
- 弘前跨線橋（弘南鉄道弘南線）
- 高田高架橋
- 腰巻川橋（旧腰巻川）
- 撫牛子高架橋（旧腰巻川・奥羽本線・県道石川百田線）
- 新堅田橋（土淵川）
- 神田高架橋
- 平川橋（平川）
- 藤崎跨線橋（五能線）

## 地理

### 交差する道路
- 青森県道144号平賀門外線（堀越東側交差点）
- 国道102号弘前尾上道路[注釈 1]・青森県道109号弘前平賀線（側道・運動公園入口交差点）
- 青森県道3号弘前岳鰺ケ沢線・青森県道268号弘前田舎館黒石線（高崎交差点）
- 青森県道260号石川百田線（側道・撫牛子二丁目交差点）
- 青森県道41号弘前環状線（神田北側交差点）
- 青森県道41号弘前環状線（弘前市大字津賀野）
- 青森県道260号石川百田線（百田交差点）
- 国道339号（舟場交差点）
- 国道339号バイパス・青森県道110号黒石藤崎線（国道339号バイパス入口交差点）

### 接続するバイパスの位置関係
（新潟方面）大鰐改良 - 石川バイパス - 弘前バイパス - 常盤バイパス - 浪岡バイパス（青森方面）